# Murielle Dupuis Larose
Pour les articles homonymes, voir Larose.
 (octobre 2018).
Murielle Dupuis Larose née le 2 janvier 1948 à Lachine dans la province de Québec au Canada est une artiste multidisciplinaire québécoise.

## Biographie
Murielle Dupuis Larose a obtenu un baccalauréat en arts visuels de l'Université Laval en 1989 et est active depuis sur la scène artistique du Québec.
Elle vit dans la ville de Québec.
En parallèle à sa pratique artistique, elle anime des ateliers d'initiation aux arts au Musée national des beaux-arts du Québec à Québec (Québec, Canada) entre les années 1990-2011.
Elle a siégé aux conseils d'administration de regroupements d'artistes et d'organismes destinés à la diffusion des arts :
- La Chambre Blanche, ville de Québec (Québec, Canada) ;
- Inter/Le Lieu, ville de Québec (Québec, Canada) ;
- Le 3e Impérial, Granby (Québec, Canada).

Certaines de ses œuvres ont bénéficié de la Politique d'intégration des arts à l'architecture du gouvernement du Québec.

## Caractéristiques de son œuvre
Ses projets aux formes variées – installations, art in situ, art interactif, interventions urbaines – utilisent différents médiums : audio et vidéo, dispositifs gérés par ordinateur, sculptures, photographie, assemblage d’objets créés ou réappropriés. Son travail s'inscrit dans l'art contextuel et l'art relationnel.
Ses installations interactives « transcendent l’aspect laborieux de la technique et nous introduisent dans un univers poétique ».
Ses œuvres explorent les enjeux du rapport à l'autre, à l'environnement et au temps,, de même que les liens entre mémoire intime, et mémoire collective,. "Ce choix du territoire individuel... donne lieu à des déplacements constants sur la corde raide du privé et du public, de ce que l'on dévoile pour paradoxalement mieux le protéger".
Murielle Dupuis Larose a participé à des manifestations artistiques au Canada, en Amérique latine (Chili, Cuba, Mexique) et en Europe (France, Pologne).

## Œuvres d'art publiques exposées de façon permanente
- Le lit de l'eau, École St-Malo, ville de Québec (Québec), 2005, œuvre réalisée à l'occasion de l'événement Sympôôsium en collaboration avec le Musée national des beaux-arts du Québec

Les œuvres suivantes ont été réalisées dans le cadre de la Politique d'intégration des arts à l'architecture :
- Le Vaisseau, École d'hôtellerie Wilbrod-Bhérer, ville de Québec (Québec), 2009;
- Les mouches à feu, Aquagym Elise-Marcotte, L'Ancienne-Lorette (Québec), 2011;
- Tremplins, Centre multigénérationnel, L'Ancienne-Lorette (Québec), 2011 (cette dernière, en collaboration avec le collectif Pierre & Marie[11]).

## Œuvres présentées lors d'expositions individuelles
- Chambouler, Installation réalisée in situ, Centre Avatar, ville de Québec (Québec), 1995
- Glissade/Slide, Installation avec projection vidéo, Complexe Méduse, ville de Québec (Québec) 1996 (aussi présentée au Centre d'art, Matane (Québec), 1998)
- Marge, Installation avec projection vidéo, Centre Grave, Victoriaville (Québec), 1997
- Les Vierges folles, Installation réalisée in situ, Espace virtuel, Saguenay (Québec), 1998
- Ces petits noms, Installation avec projection vidéo, La Centrale, Montréal (Québec), 1999
- Le Couloir, Installation vidéo interactive, Centre  d'exposition, Alma (Québec) 2000, aussi présentée à Galerie Verticale –  Art contemporain, Laval (Québec) 2001; Musée d'art contemporain des  Laurentides, St-Jérôme (Québec) 2001; Emmedia, Edmonton (Alberta,  Canada) 2001; Galerie L'Œil de poisson, ville de Québec (Québec) 2002; Glendon  Gallery, York University, Toronto (Ontario, Canada), 2002
- Horizons humains, Intervention urbaine, Rue des 3 rois, Marseille (France), 2002
- Gravités (commande), Exposition Sable, Musée de la civilisation, ville de Québec (Québec), 2003/2005
- Points de suspension, Intervention urbaine, Programme Terrains d'entente, 3e Impérial, Granby (Québec), 2004-2005

## Participations à des manifestations artistiques
- Latinos del Norte, Muca Roma, Mexico (Mexique), 2001
- Mois Multi, Collectif Bande Vidéo, Galerie L'Œil de poisson, ville de Québec (Québec), 2002
- Québec/Krakow, Galerie Bunkier Sztuki, Cracovie (Pologne), 2004
- Mois Multi, Collectif Bande Vidéo, Galerie Rouje, ville de Québec (Québec), 2005
- Habiter, organisé par Vu – Centre de diffusion de la photographie, ville de Québec (Québec), 2006[12]
- 8e Bienal de video y nuevos medios, musée d'Art contemporain de Santiago (es) (Chili), 2008
- Arte de Québec en la Habana, Centro de Desarrollo de les Artes Visuales, La Havane (Cuba), 2008

## Collections
Le travail de Murielle Dupuis Larose est répertorié dans Les Femmes artistes du Canada, colligé par Bibliothèque et Archives Canada, de même que sur le site de La Chambre Blanche.